# Бібліографія Айзека Азімова
Айзек Азімов (1919—1992) — американський письменник-фантаст, популяризатор науки, біохімік. У цій статті наведено список різних літературних творів, науково-популярних статей, написаних американським письменником-фантастом. За час творчості Азімов написав та опублікував понад 700 різних творів, серед них 40 романів, 383 оповідання, понад 280 різних науково-популярних книг та статей. Крім того, був редактором 147 книг із наукової фантастики.

## Наукова фантастика

### 1950
- «Камінець у небі» (англ. «Pebble in the sky»)
- «Я, робот» (англ. «I, robot») (збірка): «Роббі», «Зачароване коло», «Логіка», «Впіймати кролика», «Брехун!», «Загубився робот», «Втеча», «Доказ», «Розв'язати протиріччя»

### 1951
- «Зорі немов пил» (англ. «The stars, like dust») (1954 — скорочений варіант «The rebellious stars» — «Бунтівні зірки»)
- «Фундація» (англ. «Foundation») (1955 — скорочений варіант «The thousand-year plan» — «Тисячолітній план»)

### 1952
- «Фундація та Імперія» (англ. «Foundation and Empire») (1955 — скорочений варіант «The man who upset the Universe» — «Людина, що перевернула Всесвіт»)
- «Космічні течії» (англ. «The currents of space»)
- «Девід Стар, космічний рейнджер[en]» (англ. «David Starr, space ranger») (під псевдонімом Пол Френч)

### 1953
- «Друга Фундація» (англ. «Second Foundation»)
- «Лакі Стар і пірати астероїдів» (англ. «Lucky Starr and the pirates of asteroids») (під псевдонімом Пол Френч)

### 1954
- «Сталеві печери» (англ. «The caves of steel»)
- «Лакі Стар і океани Венери» (англ. «Lucky Starr and the oceans of Venus») (під псевдонімом Пол Френч)

### 1955
- «Кінець Вічності» (англ. «The end of Eternity»)
- «Марсіанський шлях та інші історії» (англ. «The martian way and other stories») (збірка): «Марсіанський шлях», «Юність», «Глибини», «Приманка для роззяв»

### 1956
- «Лакі Стар і велике сонце Меркурія» (англ. «Lucky Starr and the big sun of Mercury») (під псевдонімом Пол Френч)

### 1957
- «Оголене сонце» (англ. «The naked sun»)
- «Лакі Стар і місяці Юпітера» (англ. «Lucky Starr and the moons of Jupiter») (під псевдонімом Пол Френч)
- «На Землі достатньо місця» (англ. «Earth is room enough») (збірка): «Мертве минуле», «Засади успіху S.F.» (пастиш), «Франшиза», «Три трюки», «Дитячі забавки», «Місце, де багато води», «Життєвий простір», «Послання», «Задоволення гарантоване», «Пекельне полум'я», «Остання сурма», «Як їм було весело», «Жартівник», «Безсмертний бард», «Одного дня», «Випробування автора» (пастиш), «Мрії — особиста справа»

### 1958
- «Лакі Стар і кільця Сатурна» (англ. «Lucky Starr and the rings of Saturn») (під псевдонімом Пол Френч)

### 1959
- «Дев'ять завтра» (англ. «Nine tomorrows») (збірка): «Я просто їх вигадую, дивись!» (вірш), «Фах», «Відчуття сили», «Смертна ніч», «Я у Марспорті без Хільди», «Великодушні грифи», «Всі клопоти світу», «Прізвище на „C“», «Останнє питання», «Потворний хлопчик»

### 1964
- «Інше про роботів» (англ. «The rest of the robots») (збірка): «Загублений робот AL-76», «Ненавмисна перемога», «Перший закон», «Давайте зберемось разом», «Задоволення гарантоване», «Ризик», «Ленні», «Раб коректури», «Сталеві печери», «Оголене Сонце»

### 1966
- «Фантастична подорож» (англ. «Fantastic voyage»)

### 1967
- «Крізь скло ясне» (англ. «Through a glass, clearly») (збірка): «Такий чудовий день», «Віра», «Виведення людей?», «С-шлюз»

### 1968
- «Детективи Азімова» (англ. «Asimov's Mysteries») (збірка): «Співучі дзвіночки», «Камінь, що розмовляє», «Що означає ім'я?», «Смертна ніч», «Паштет фуа-гра», «Пил смерті», «Буква закону», «Я у Марспорті без Хільди», «В полоні у Вести», «Річниця», «Некролог», «Світло зірок», «Ключ», «Більярдна куля»

### 1969
- «Прихід ночі та інші історії» (англ. «Nightfall and other stories) (збірка): «Прихід ночі», «Зелені цяточки», «Господиня», «Виведення людей?», «С-шлюз», «Благий намір», «А якщо…», «Саллі», «Мухи», «Тут немає нікого, крім…», «Такий чудовий день», «Штрейкбрехер», «Вставити шплінт А в гніздо Б», «Сучасний чарівник», «У четвертому поколінні», «І що воно таке — кохання?», «Машина, яка виграла війну», «Мій син — фізик», «Очі не тільки бачать», «Сегрегаціоніст»

### 1971
- «Найкраща новинка» (англ. «The best new thing») (збірка)

### 1972
- «Навіть боги» (англ. «The gods themselves»)
- «Ранній Азімов» (англ. «The early Asimov») (збірка): «Небезпека Калісто», «Навколо Сонця», «Чудовий винахід», «Маятник», «Занадто страшна зброя», «Інок Вічного вогню», «Напівкровка», «Таємне відчуття», «Homo Sol», «Напівкровки на Венері», «Уявні величини», «Спадковість», «Історія», «Різдво на Ганімеді», «Чоловік в метро», «Розіграш», «Супер-нейтрон», «Не назавжди!», «Судові процедури», «Коти часу», «Автора! Автора!», «Смертний вирок», «Глухий кут», «Нема зв'язку», «Ендохронні властивості ресублімованого тіотімоліна», «В погоні за Червоною королевою», «Мати Земля»

### 1973
- «Найкраще Айзека Азімова» (англ. «The best of Isaac Asimov») (збірка): «В полоні у Вести», «Прихід ночі», «С-шлюз», «Марсіанський шлях», «Глибини», «Як їм було весело», «Останнє запитання», «Мертве минуле», «Смертна ніч», «Річниця», «Більярдна куля», «Віддзеркалення»

### 1974
- «Оповіді Чорних Вдівців» (англ. «Tales of the Black Widowers») (збірка): «The Acquisitive Chuckle», «Ph as in Phony», «Truth to Tell», «Go, Little Book!», «Early Sunday Morning», «The Obvious Factor», «The Pointing Finger», «Miss What?», «The Lullaby of Broadway», «Yankee Doodle Went to Town», «The Curious Omission», «Out of Sight»

### 1975
- «Небесне воїнство» (англ. «The heavenly host»)
- «Купуємо Юпітер та інші історії» (англ. «Buy Jupiter and other stories») (збірка): «Дарвіністична більярдна», «День мисливців», «Шах Ґвідо Ґ.», «Баттон, Баттон», «Палець мавпи», «Еверест», «Пауза», «Давай не будемо», «Всі — дослідники», «Порожнеча!», «Чи переймається бджола?», «Дурні віслюки», «Купуємо Юпітер», «Пам'ятник батьку», «Не йди, не йди, дощику», «Батько-засновник», «Вигнання до пекла», «Ключовий пункт», «Правильне вивчення», «2430 A.D.», «Найбільша цінність», «Візьми сірник», «Тіотімолін до зірок», «Світловірші»

### 1976
- «The dream», «Benjamin's dream», «Benjamin's bicentennial blast»
- «Good taste»
- «Вбивство в Ей-Бі-Ей» (англ. «Murder in the ABA»)
- «Двохсотлітня людина та інші історії» (англ. «Bicentennial man and other stories») (збірка): «The prime of life» (поема), «Жіноча інтуїція», «Водяний грім», «… що Ти пам'ятаєш про неї», «Чужинець у раю», «Життя і часи Мультивака», «Відсів», «Двохсотлітня людина», «Коли святі марширують», «Допотопний метод», «Інцидент на трьохсотліття», «Народження назви»

- «Нові розповіді Чорних Вдівців» (англ. «More Tales of the Black Widowers») (збірка): «Introduction», «When No Man Pursueth», «Quicker Than the Eye», «The Iron Gem», «The Three Numbers», «Nothing Like Murder», «No Smoking», «Season's Greetings!», «The One and Only East», «Earthset and Evening Star», «Friday the Thirteenth», «The Unabridged», «The Ultimate Crime»

### 1977
- «Ключове слово та інші таємниці» (англ. «The Key Word and Other Mysteries») (збірка): «The Key Word», «Santa Claus Gets a Coin», «Sarah Tops», «The Thirteenth Day of Christmas», «A Case of Need», «The Disappearing Man»

### 1980
- «Журнал Чорних Вдівців» (англ. «Casebook of the Black Widowers») (збірка): «Introduction», «The Cross of Lorraine», «The Family Man», «The Sports Page», «Second Best», «The Missing Item», «The Next Day», «Irrelevance!», «None So Blind», «The Backward Look», «What Time Is It?», «Middle Name», «To the Barest»)

### 1982
- «Межа Фундації» (англ. «Foundation's Edge»)
- «Все про роботів» (англ. «The complete robot») (збірка): «Найкращий товариш», «Саллі», «Одного дня», «Точка зору», «Думай!», «Справжнє кохання», «Загублений робот AL-76», «Ненавмисна перемога», «Чужинець у раю», «Світловірші», «Сегрегаціоніст», «Роббі», «Давайте зберемось разом», «Віддзеркалення», «Інцидент на трьохсотліття», «Перший закон», «Зачароване коло», «Логіка», «Впіймати кролика», «Брехун!», «Задоволення гарантоване», «Ленні», «Раб коректури», «Загубився робот», «Ризик», «Втеча», «Доказ», «Розв'язати протиріччя», «Жіноча інтуїція», «… що Ти пам'ятаєш про неї», «Двохсотлітня людина»

### 1983
- «Роботи світанку» (англ. «The robots of dawn»)
- «Норбі, заплутаний робот» (англ. «Norby, the mixed-up robot») (у співавторстві із Дженет Азімов)
- «Вітри перемін та інші історії» (англ. «The winds of change and other stories») (збірка): «Про ніщо», «Ідеальне покарання», «Віра», «Смерть фоя», «Справедливий обмін?», «Для птахів», «Знайшли!», «Гарний смак», «Як все сталось», «Важко відмовитись від ілюзій», «Точка займання!», «Він наближається», «Остання відповідь», «Останній човен», «Щоб не пам'ятали», «Ніщо не дається задарма», «Всього один концерт», «Посмішка, що приносить нещастя», «Певна річ», «З першого погляду», «Вітри перемін»
- «Таємниці Union-клубу» (англ. «The Union Club Mysteries»)

### 1984
- «Інша таємниця Норбі» (англ. «Norby's other secret») (у співавторстві із Дженет Азімов)
- «Бенкети Чорних Вдівців» (англ. «Banquets of the Black Widowers») (збірка)

### 1985
- «Роботи та Імперія» (англ. «Robots and Empire»)
- «Норбі і втрачена принцеса» (англ. «Norby and the lost princess») (у співавторстві із Дженет Азімов)
- «Норбі та загарбники» (англ. «Norby and the invaders») (у співавторстві із Дженет Азімов)
- «Людина, що зникає, та інші загадки» (англ. «The Disappearing Man and Other Mysteries») (збірка)
- «Грань майбутнього» (англ. «The edge of tomorrow») (збірка): «Суб'єктивна унікальність», «Відчуття сили», «Знайшли!», «Паштет фуа-гра», «Віра», «Більярдна куля», «Вітри перемін», «Мертве минуле», «Виведення людей?», «Прихід ночі», «Потворний хлопчик», «Останнє запитання»
- «Такий прекрасний день» (англ. «It's such a beautiful day»)

### 1986
- «Фундація та Земля» (англ. «Foundation and Earth»)
- «Норбі та намисто королеви» (англ. «Norby and the Queen's necklace») (у співавторстві із Дженет Азімов)
- «Альтернативний Азімов» (англ. «The alternate Asimovs») (збірка)
- «Найкращі містерії Айзека Азімова» (англ. «The Best Mysteries of Isaac Asimov») (збірка)
- «Найкраща наукова фантастика Айзека Азімова» (англ. «The best science fiction of Isaac Asimov») (збірка): «Всі клопоти світу», «Буква закону», «Мертве минуле», «Смерть фоя», «Мрії — особиста справа», «Світ снів», «Очі не тільки бачать», «Відчуття сили», «Мухи», «Знайшли!», «Засади успіху S.F.», «Франшиза», «Як їм було весело», «Як все сталось», «Я просто їх вигадую, дивись!», «Я у Марспорті без Хільди», «Безсмертний бард», «Такий чудовий день», «Жартівник», «Остання відповідь», «Останнє запитання», «Мій син — фізик», «Некролог», «Прізвище на „С“» «Штрейкбрехер», «Певна річ», «Потворний хлопчик», «У четвертому поколінні»
- «Наукова фантастика Азімова» (англ. «Science fiction by Asimov») (збірка): «На світі більше тайн», «Листки відмови», «Смерть фоя», «По м'якому сніжку», «Потенціал», «Очі не тільки бачать», «Глухий гуркіт»
- «Сни робота» (англ. «Robot dreams») (збірка): «Загубився робот», «Сни робота», «Виведення людей?», «Господарка», «Саллі», «Штрейкбрехер», «Машина, яка виграла війну», «Очі не тільки бачать», «Марсіанський шлях», «Франшиза», «Жартівник», «Останнє запитання», «Чи переймається бджола?», «Світловірші», «Відчуття сили», «Прізвище на „С“», «Потворний хлопчик», «Більярдна куля», «Справжнє кохання», «Остання відповідь», «Щоб не пам'ятали»

### 1987
- «Фантастична подорож II: Місце призначення — мозок» (англ. «Fantastic voyage II: Destination brain»)
- «Норбі шукає лиходія» (англ. «Norby finds a villain») (у співавторстві із Дженет Азімов)

### 1988
- «Прелюдія до Фундації» (англ. «Prelude to Foundation»)
- «Норбі спускається на Землю» (англ. «Norby down to Earth») (у співавторстві із Дженет Азімов)
- «Азазел» (англ. «Azazel») (збірка): «Демон зростом у два сантиметри», «Усього один концерт», «Посмішка, що приносить горе», «Кому дістаються трофеї», «Неясний рокіт», «Спаситель людства», «Справа принципу», «Про шкоду пияцтва», «Час писати», «По сніжку по м'якому», «Логіка є логіка», «Хто швидше свій шлях пройде», «Око спостерігача», «Є багато на небі та землі», «Вгадування думки», «Весняні битви», «Галатея», «Політ фантазії»
- «Інші світи Ісаака Азімова» (англ. «Other worlds of Isaac Asimov») (збірка)

### 1989
- «Немезида» (англ. «Nemesis»)
- «Норбі і велика пригода адмірала Йоно» (англ. «Norby and Yobo's great adventure») (у співавторстві із Дженет Азімов)
- «Хроніки Азімова: п'ятдесят років Айзека Азімова» (англ. «The Asimov chronicles: fifty years of Isaac Asimov») (збірка):

### 1990
- «Прихід ночі» (англ. «Nightfall») (роман у співавторстві з Р. Сілвебергом)
- «Норбі і найстаріша дракониця» (англ. «Norby and the oldest dragon») (у співавторстві із Дженет Азімов)
- «Загадки Чорних Вдівців» (англ. «Puzzles of the Black Widowers») (збірка): «The Fourth Homonym», «Unique Is Where You Find It», «The Lucky Piece», «Triple Devil», «Sunset on the Water», «Where Is He?», «The Old Purse», «The Quiet Place», «The Four-Leaf Clover», «The Envelope», «The Alibi», «The Recipe»
- «Мрії робота» (англ. «Robot visions») (збірка): «Мрії робота», «Як жаль!», «Роббі», «Логіка», «Брехун!», «Зачароване коло», «Доказ», «Загубився робот», «Розв'язати протиріччя», «Жіноча інтуїція», «Двохсотлітня людина», «Одного дня», «Думай!», «Сегрегаціоніст», «Віддзеркалення», «Ленні», «Раб коректури», «Різдво без Родні», збірка статей
- «Всі оповідання, том 1» (англ. «The complete stories, volume 1») (збірка)
- «Кел» (англ. «Cal»)

### 1991
- «Норбі і придворний блазень» (англ. «Norby and the court jester») (у співавторстві із Дженет Азімов)

### 1992
- «Потворний хлопчик» (англ. «The ugly little boy») (роман у співавторстві з Р. Сілвеберґом)
- «Всі оповідання, том 2» (англ. «The complete stories, volume 2») (збірка)

### 1993
- «На шляху до Фундації» (англ. «Forward the Foundation»), виданий після смерті автора
- «Позитронна людина» (англ. «The positronic man») (у співавторстві з Р. Сілвеберґом)

### 1995
- «Золото» (англ. «Gold») (збірка): «Кел», «Зліва направо», «Фрустрація», «Галюцинація», «Нестабільність», «Александр Бог», «У каньйоні», «Прощання із Землею», «Бойовий гімн», «Фіґхут і суд», «Відмовонестійкий», «Менший брат», «Народи в космосі», «Посмішка чіпера», «Золото» та статті

### 1996
- «Магія» (англ. «Magic») (збірка оповідань та статей у жанрі «фентезі»): «Твоє здоров'я», «Критик як осередок культури», «Твоя робота», «Чи холодно тобі, люба?», «Мандрівник у часі», «Глумливе вино», «Божевільний вчений», «Переказ про трьох принців», «Похід на ворога», «На північний захід», «Принц Восторгус і безполум'яний дракон» та статті

### 2003
- «Повернення Чорних Вдівців» (англ. «The return of the black widowers») (збірка): «The Acquisitive Chuckle», «Ph As in Phony», «Early Sunday Morning», «The Obvious Factor», «The Iron Gem», «To the Barest», «Sixty Million Trillion Combinations», «The Wrong House», «The Redhead», «Triple Devil», «Northwestward», «Yes, but Why?», «Lost in a Space Warp», «Police at the Door», «The Haunted Cabin», «The Guest's Guest», «The Woman in the Bar», «The Last Story» (Charles Ardai) — посмертна збірка включає шість нових оповідань, написаних Азімовим для серії про Чорних Вдівців

### Серії
Збірка оповідань «Все про роботів» («The complete robot») і перші три серії нижче становлять так звану «Історію майбутнього» Айзека Азімова (твори наведені в порядку розвитку подій, що описуються в них).
- Детектив Елайдж Бейлі та Деніел Оліво:

1. Мати-Земля (новела) (1949)
2. Сталеві печери (1954)
3. Оголене сонце (1956)
4. Дзеркальне відображення (оповідання) (1972)
5. Роботи  світанку (1983)
6. Роботи та Імперія (1985)

- Транторіанська Імперія:

1. Зорі немов пил (1951)
2. Космічні течії (1952)
3. Камінець у небі (1950)
4. Глухий кут (оповідання) (1945)

- Фундація:

1. Прелюдія до Фундації (1988)
2. На шляху до Фундації (1993)
3. Фундація (1951)
4. Фундація та Імперія (1952)
5. Друга Фундація (1953)
6. Межа Фундації (1982)
7. Фундація та Земля (1986)

- Лакі Стар (під псевдонімом Пол Френч):

1. Девід Стар, космічний рейнджер (1952)
2. Лакі Стар та пірати астероїдів (1953)
3. Лакі Стар і океани Венери (1954)
4. Лакі Стар та велике сонце Меркурія (1956)
5. Лакі Стар і Місяця Юпітера (1957)
6. Лакі Стар та кільця Сатурна (1958)

- Норбі (у співавторстві із Дженет Азімов):

1. Норбі, заплутаний робот (1983)
2. Інша таємниця Норбі (1984)
3. Норбі та втрачена принцеса (1985)
4. Норбі та загарбники (1985)
5. Норбі та намисто королеви (1986)
6. Норбі шукає лиходія (1987)
7. Норбі спускається Землю (1988)
8. Норбі та велика пригода адмірала Йоно (1989)
9. Норбі та найстаріша дракониця (1990)
10. Норбі та придворний блазень (1991)

## Детективи
- «Подих смерті» (англ. «A whiff of death»), перше видання: «The death dealers» — «Дільці смерті» (1958)
- «Детективи Азімова» (англ. «Asimov's mysteries») (збірка, 1968)
- «Розповіді Чорних Вдівців» (англ. «Tales of the black widowers») (збірка, 1974)
- «Вбивство в Ей-Бі-Ей» (англ. «Murder in the ABA», 1976)
- «Ключове слово та інші таємниці» (англ. «The key word and other mysteries») (збірка, 1977)
- «Нові розповіді Чорних Вдівців» (англ. «More tales of the black widowers») (збірка, 1980)
- «Журнал Чорних Вдівців» (англ. «Casebook of the black widowers») (збірка, 1980)
- «Таємниці Union-клубу» (англ. «The Union Club mysteries») (збірка, 1983)
- «Бенкети Чорних Вдівців» (англ. «Banquets of the black widowers») (збірка, 1984)
- «Людина, що зникає, та інші загадки» (англ. «The disappearing man and other mysteries») (збірка, 1985)
- «Найкращі містерії Айзека Азімова» (англ. «The best mysteries of Isaac Asimov») (збірка, 1986)
- «Загадки Чорних Вдівців» (англ. «Puzzles of the black widowers») (збірка, 1990)
- «Повернення Чорних Вдівців» (англ. «The return of the black widowers») (збірка, 2003)

## Поезія
- Розпусні п'ятивірші. Lecherous limericks '75
- More lecherous limericks '76
- Still more lecherous limericks '77
- Asimov's Sherlokian limericks '78
- (+Д. Сіарді) Limericks: too gross '78
- (+Д. Сіарді) A grossery of limericks '81
- Limericks for children '84

## Наукова та науково-популярна література
- (+ Б. Волкер, У. Бойд) Біохімія та метаболізм людини 52
- Хімічні агенти життя 54
- (+ У. Бойд) Раси та народи. Ген, мутація та еволюція людини 55
- (+ Б. Волкер, М. Ніколас) Хімія та здоров'я людини 56
- Всередині атома 56
- Будівельний матеріал Всесвіту. Вся Галактика в таблиці Менделєєва 57
- Лише трильйон 57 + Чудеса науки (збірка наукових есе)
- Світ вуглецю 58
- Світ азоту 58
- Годинник, за яким ми живемо. Від сонячного годинника до місячного календаря 59
- Кров: ріка життя 59
- У світі чисел. Від арифметики до вищої математики 59
- Мова науки 59
- Перевороти у науці (для дітей) 60
- Путівник в науку розумної людини (2 томи) 60 (перероблене видання в 1 томі: Новий путівник з науки для розумної людини 65 = Азимівський путівник з науки 72 перероблене видання: Новий азімівський путівник з науки 84)
- Царство сонця. Від Птолемея до Ейнштейна 60
- Світ вимірів. Від ліктів та ярдів до ергів і квантів 60
- Супутники Землі 60
- Подвійна планета 60
- Джерело життя 60
- Царство алгебри 61
- Цікава міфологія. Нове життя давніх слів 61
- Факт та фантазія 62
- Енергія життя. Від іскри до фотосинтезу 62
- Дослідження елементів (з хімії) 62
- Слова у Книзі Буття 62
- Слова на карті 62
- Вид з висоти 62
- Генетичний код. Від теорії еволюції до розшифрування ДНК 63
- Найпопулярніша анатомія. Будова та функції людського тіла 63
- Шахрай, який організував перемоглу революцію (з історії) 63
- Слова у Книзі Виходу 63
- Четвертий вимір. Від Арістотеля до Ейнштейна 64
- Людський мозок. Від аксона до нейрона 64
- Цікава арифметика. Від складного до простого 64
- Коротка історія біології 64
- (+С. Дойл) Планети для людей 64
- Азимівська біографічна енциклопедія науки та техніки 64
- Знайомство з логарифмічною лінійкою 65
- Історія Греції. Від Стародавньої Еллади до наших днів 65
- Про час, простір та інші речі 65
- Коротка історія хімії: Розвиток ідей та уявлень у хімії 65
- Нейтрино — примарна частка атома 66
- (+Т. Добжинський) Генетичні ефекти радіації 66
- Інертні гази 66
- Римська республіка. Від семи царів до республіканського правління 66
- Від землі до небес (17 наукових есе) 66
- Елементарна фізика у трьох томах 66 (= Історія розвитку фізики (в одному томі) 84)
  - том 1. Рух, звук та тепло
  - том 2. Світло, магнетизм та електрика
  - том 3. Електрони, протони та нейтрони
- Всесвіт. Від плоскої Землі до квазарів 66 (перероблене видання: Всесвіт: від Землі до чорних дірок та далі 80)
- Римська імперія. Велич та падіння Вічного міста 67
- Місяць (для дітей) 67
- Загадки світобудови: відомі та невідомі факти 67
- До кордону Всесвіту 67
- Єгиптяни. Від давньої цивілізації до наших днів 67
- Марс (для дітей) 67
- Прилад не на своєму місці 67
- Загадки мікрокосмосу. Від атома до галактики 68
- Близький Схід. Історія десяти тисячоліть 68
- Азимівський путівник Біблією (2 т.) 68— 69
- Темні віки. Раннє Середньовіччя у хаосі воєн 68
- Галактики (для дітей) 68
- Зірки (для дітей) 68
- Слова історія. Великі особистості та знаменні події 68
- Фотосинтез 68
- Історія Англії. Від льодовикового періоду до Великої хартії вольностей 69
- Відкриття ХХ століття 69
- Опус 100 69
- Азбука космосу (для дітей) 69
- Великі наукові ідеї: від Піфагора до Дарвіна 69
- У Сонячну систему і назад (зб. наукових есе) 70
- Путівник по Шекспіру (у 2-х т.: том 1 — англійські п'єси, том 2 — грецькі, римські та італійські п'єси) 70
- Константинополь. Від легендарного Віза до династії Палеологів 70
- Азбука океану (для дітей) 70
- Світло (для дітей) 70
- Земля та космос. Від реальності до гіпотези 71
- Що створює сонячне світло 71
- Огидний старий (гумор у науці) 71
- Азимівська скарбниця гумору (гумор у науці та історії) 71
- Земля Ханаанська. Батьківщина іудаїзму та християнства 71
- Азбука Землі (для дітей) 71
- Словник космосу 71
- Більше слів науки 72
- Людина та електрика 72
- Історія Франції. Від Карла Великого до Жанни д'Арк 72
- Абетка екології 72
- Історія страждання (за Біблією) 72
- Світи всередині світів 72
- Асиметрія життя. Від секрету наукових прозріння до проблеми перенаселення 72
- Наукова програма «ГІНН» у п'яти томах
  - том 1. Проміжний рівень А (для дітей) 72
  - том 2. Проміжний рівень Б (для дітей) 72
  - том 3. Проміжний рівень (для дітей) 72
  - том 4. Передовий рівень А 73
  - том 5. Передовий рівень Б 73
- Звідки ми знаємо про…? (73-84) 24 книги (Динозаврів. Те, що Земля кругла. Електрику. Вітаміни. Ембріони. Комети. Енергії. Атоми. Ядерну енергію. Числа. Близький космос. Землетруси. Чорні діри. Походження людини. Сонячну систему. Вулкани. Життя в глибині моря. Наші гени. Всесвіт. Комп'ютери. Роботів)
- Трагедія Місяця (зб. наукових есе) 73
- Комети та метеори (для дітей) 73
- Сонце (для дітей) 73
- Історія Північної Америки від давніх часів до 1763 73
- Дозвольте пояснити (для дітей) 73
- Фізика сьогодні 73
- Юпітер, найбільша планета (для дітей) 73
- Вчора, сьогодні і… (зб. есе) 74
- Створення Сполучених Штатів, 1763—1816 роки 74
- Земля: наш переповнений космічний корабель 74
- Азімів у хімії 74
- Азимів в астрономії 74
- (+Роберт Макколл) Положення нашого світу в космосі (про перспективи космонавтики) 74
- Сонячна система 75
- Народження та смерть Всесвіту (про походження світу) 75
- Про справи великих та малих (зб. наукових есе) 75
- Федеральний союз: Сполучені Штати від 1816 до 1869 75
- Краї світу: полярні області Землі 75
- Погляд у Всесвіт: історія телескопа 75
- Минуле науки — майбутнє науки (зб. нав. есе) 75
- Альфа Центавра, найближча зірка (для дітей) 76
- Я — рабин (для дітей) 76
- Азимів у фізиці 76
- Планета, якої немає (за астрономією) 76
- Колапсуючий Всесвіт: історія чорних дірок 77
- Азімов в арифметиці 77
- Початок і кінець (зб. нав. есе) 77
- Анотація відомих поем 77
- Золоті двері: Сполучені Штати від 1865 до 1918 р. 77
- Ключове слово та інші таємниці (для дітей) 77
- Марс, червона планета (для дітей) 77
- Життя та час (зб. нав. есе) 78
- Квазар, квазар, горі яскравіше 78
- Тварини у Біблії 78
- Азимівська книга фактів (дивовижні факти) 79
- Позаземні цивілізації 79
- Вибір катастроф 79
- Сатурн і далі 79
- Опус 200 79
- Поки що пам'ять зелена: Автобіографія Айзека Азімова, 1920—1954 роки 79
- Шлях у нескінченність (зб. нав. есе) 79
- Поки захват відчутний: Автобіографія Айзека Азімова, 1954—1978 р. 80
- Зміни! 71 відблиск майбутнього 81
- Огляд Всесвіту 81
- Азімів у науковій фантастиці 81
- Венера, найближчий сусід із боку Сонця (для дітей) 81
- Яскраве світло Сонця 81
- На початку 81
- Освоєння Землі та космосу 82
- Вимір Всесвіту 83
- Блукаючий розум 83
- Ікс — означає невідомо 84
- Опус 300 84
- (+К. Френкель) Роботи: де закінчуються машини і починається життя 85
- Сонця вибухають. Таємниці наднових 85
- Азімівський довідник по кометі Галлея 85
- Субатомний монстр (зб. нав. есе) 85
- Завтрашня криза (есе та оповідання з історії науки) 85
- Небезпека розуму 86
- Додаткові Азімові 86
- Так далеко, як може бачити око людини 86
- Минуле, сьогодення та майбутнє 87
- Відносність неправди 88

## Редактор антологій наукової фантастики
- Радянська наукова фантастика 62
- Знову радянська наукова фантастика 62
- Лауреати премії Хьюго (62-85) у 4-х томах
- (+Г. Конклін) 50 коротких оповідань 63
- Завтрашні діти: 18 оповідань 66
- Як ми звідси вийдемо? 71
- Лауреати премії Неб'юла, № 8 (73)
- До золотої доби: Антологія НФ 30-х років 74
- Відібрано Азімовим: Астронавти та андроїди 77
- Відібрано Азімовим: Чорні дірки та чудовиська з шаленими очима 77
- Відібрано Азімовим: Комети та комп'ютери 78
- Відібрано Азімовим: Чорні зірки та дракони 78
- (+М. Грінберг та Дж. Оландер) 100 коротких НФ оповідань 78
- (+М. Грінберг і Ч. В) Науково-фантастична Сонячна система 79
- (+М. Грінберг і Ч. В) 13 НФ злочинів 79
- (+М. Грінберг) А. Азімов представляє: знамениті НФ оповідання (79-84) в 11 томах
- (+М. Грінберг, Дж. Оландер) Розповіді про мікрокосмос: 100 дивовижних НФ історій 80
- (+М. Грінберг, Дж. Оландер) Космічна пошта-1 80
- (+М. Грінберг, Дж. Оландер) Майбутнє під питанням 80
- (+Аліса Лоуренс) Хто це зробив? 80
- (+М. Грінберг, Ч. В) Сім смертних гріхів на НФ 80
- (+М. Грінберг, Дж. Оландер) Мініатюрні таємниці: 100 маленьких жахливих таємничих історій 81
- (+М. Грінберг, Ч. В) Коротка НФ (81-84) на 12 томах: (Після кінця. Мислячі машини. подорожі у часі. Жахливі винаходи. Божевільні вчені. Мутанти. Завтрашнє телебачення. Вторгнення Землю. Жахливі комахи. Діти майбутнього. Безсмертні. Викривлення часу)
- Фантастичні істоти 81
- (+М.) Грінберг, Ч. В) Найкраща фантастика XIX століття на трьох томах 81
- Фантастика, що захопила Азімова 81
- (+М. Грінберг, Ч. В) 12 різдвяних злочинів 81
- (+М. Грінберг, Ч. В) 7 основних чеснот на НФ 81
- (+М. Грінберг, Ч. В) Телебачення 2000 року 82
- (+М. Грінберг, Ч. В) Остання людина на Землі 82
- (+М. Грінберг, Ч. В) Таємничі історії про танталових муках у закритих кімнатах 82
- (+М. Грінберг, Ч. В) Космічна пошта-2 82
- (+Жанет Джепсон) Сміливий космос: весела НФ 82
- (+А. Лоуренс) Роздуми 82
- (+М. Грінберг, Ч. В) НФ від А до Я: словник основних тем НФ 82
- (+М. Грінберг, Ч. В) Літаючі чаклуни 82
- (+М. Грінберг, Ч. В) Оповідання про драконів 82
- Найкраще у світовій фантастиці 82
- (+М. Грінберг, Ч. В) Орбіта нолюцинацій: психологія на НФ 83
- (+М. Грінберг) Магічні світи фентезі (83-84) у 2 томах. (Чарівники. Відьми)
- (+М. Грінберг, Ч. В) Спійманий в органах добору: біологія на НФ 83
- Таємниці великого яблука 83
- (+ДЖ. Мартін, М. Грінберг) Невагома книга НФ 83
- (+М. Грінберг, Ч. В) Зоряний корабель 83
- Здивувало Азімова 83
- (+М. Грінберг, Ч. В) Злочини та витівки комп'ютерів 84
- (+П. Воррік, М. Грінберг) Машини, які мислять 84
- (+Т. Карр, М. Грінберг) 100 кращих оповідань фентезі 84
- (+М. Грінберг, Ч. В) Найкраща НФ перших фантастів 84
- (+ інші) Вбивство на вибір 84
- (+М. Грінберг, Ч. В) Шерлок Холмс через час і простір 84
- Життя у майбутньому 84
- (+М. Грінберг) Здивувало Азімова-2 84
- (+М. Грінберг) Вибори у 2084 р.: розповіді про політику майбутнього 84
- (+М. Грінберг, Ч. В) Діти-мутанти 84
- (+М. Грінберг, Ч. В) Діти-позаземляни 84
- (+М. Грінберг, Ч. В) Діти-потвори 85
- (+М. Грінберг, Ч. В) Діти-примари 85
- (+М. Грінберг, Ч. В) Відомі НФ розповіді відомих вчених 85
- (+Інші) Чортова дюжина 85
- (+Інші) Діти — чаклуни та відьми 87